# Henry Wilde
Henry Wilde (* 19. Januar 1833 in Manchester; † 28. März 1919 in Alderly Edge, Cheshire) war ein britischer Ingenieur.

## Leben
Henry Wilde, ein wohlhabender Mann aus Manchester erfand den selbstladenden Dynamo, genannt „magnet-elektrische Maschine“ oder magnetelektrische Erregermaschine. Oft wird diese Erfindung Werner von Siemens zugeschrieben, jedoch machten sie beide unabhängig voneinander. Wilde war der erste, der seine Erfindung veröffentlichte und seine Unterlagen dazu wurden 1866 von Michael Faraday an die Royal Society überbracht. Der selbstladende Dynamo ersetzte die Dauermagnete in früheren Entwürfen mit Elektromagneten und schaffte damit eine Verbesserung der Leistung. Die Maschine fand seinerzeit große Beachtung, zumal Wilde in spektakulären Demonstrationen die Fähigkeit seiner Maschine vorführte, indem er damit Eisenbarren zum Schmelzen brachte.

## Akademische Spenden
Wilde wurde 1859 Mitglied der Lit & Phil Society und ihr Präsident von 1894 bis 1896. Er gilt als Mäzen der Wissenschaftsförderung. Unter anderem bedachte, spendete und förderte er:
- die Wilde Gedenkvorlesung in der Lit & Phil Society
- den Prix Wilde, (Preis der Académie des Sciences in Paris)
- eine Spende an das Institute of Electrical Engineers, Benevolent Fund
- eine Lesung und ein Stipendium an der Oxford University
- eine Professur an der Oxford University
- zwei Dynamos an die Clarendon Labore in 1888.[5]
- den Henry Wilde Prize für Philosophie, Oxford

Den Rest seines Vermögens überließ er in seinem Testament der Oxford-Universität.

## Anwendung seines Dynamos
Als Erstes wurde sein Dynamo von der Royal Navy zur Versorgung stärkerer Scheinwerfer angewandt. Der Dynamo wurde auch bevorzugt in der Galvanisierung verwendet.

## Wildes-Prozess
Der nach ihm benannte Wildes Prozess ist eine Methode der Verkupferung von Druckrollen, die er sich 1875 patentieren ließ. Dabei wird der Dynamo verwendet, um den Strom für die Verkupferung zu liefern und entweder um den Elektrolyt zu vermischen oder das Werkstück zu drehen. Dieser Prozess ermöglicht eine gleichmäßige Dicke des Kupfers, die in der Druckerei unentbehrlich ist.

## Klagen um Urheberschaft
Wilde begann eine Reihe von Klagen um seine Urheberschaft um den Dynamo zu begründen. Er ging sogar so weit, die Urheberschaft des Wortes „Dynamo“ durch die Siemens-Brüder anzufechten (Wilde schrieb Golding Bird die Urheberschaft zu). Als die Royal Society versuchte, ihm ihre höchste Auszeichnung die Albert Medaille zu verleihen, erwiderte Wilde mit einem Brief seines Anwalts, in dem er sie rügte, dass sie ihn nicht als alleinigen Erfinder anerkannten. Dennoch verlieh ihm die RSA die Medaille im Jahre 1900.

## Auszeichnungen
Die Widmung der Albert Medaille, die Wilde 1900 von der RSA verliehen wurde, lautet:
“for the discovery and practical demonstration of the indefinite increase of the magnetic and electric forces from quantities indefinitely small, a discovery now used in all dynamo machines; and for its application to the production of the electric search light and to the electro-deposition of metals from their solution.”

(zu Deutsch: „für die Entdeckung und praktische Demonstration der unbegrenzten Steigerung von magnetischen und elektrischen Kräften unbekannter Größe, eine Entdeckung, die heute in allen Dynamos und für die Anwendung in der Herstellung von elektrischen Scheinwerfern und der Galvanisierung von Metallen aus Lösungen verwendet wird.“)